# Claude Brodin
Claude Brodin (Les Andelys, 1934. július 30. – Les Andelys, 2014. október 17.) olimpiai és világbajnoki bronzérmes francia párbajtőrvívó, Jacques Brodin világbajnok, olimpiai bronzérmes párbajtőrvívó bátyja.